# Timema douglasi
Timema douglasi là một loài bọ que trong họ Timematidae. Chúng thường xuất hiện ở vùng Bắc California và Nam Oregon.